# Bus EIB
Pour les articles homonymes, voir EIB.
Le Bus EIB (European Installation Bus) est un standard européen, normalisé ISO (International Organization for Standardization). Il a été créé en 1987, par quelques constructeurs européens du domaine de l'énergie et des techniques du bâtiment. C'est un système ouvert (non propriétaire) utilisé par plus d'une centaine de fabricants, sur des milliers de produits. Son successeur est KNX (ISO-IEC 14543-3).
L'association EIBA (European Installation Bus Association), créée en 1990, a pour objectif le développement et la promotion de ce système.
Le Bus EIB est utilisé dans les installations électriques modernes de l'habitat et dans les bâtiments à usage industriel ou tertiaire (domotique et immotique).
Le bus EIB est un système à intelligence répartie. Il ne nécessite pas d'ordinateur de contrôle ou d'automate centralisateur. Chaque point communicant (participant) connecté au Bus dispose de son propre microprocesseur qui gère la communication sur le réseau et qui est capable d'émettre ou de recevoir des messages (télégrammes).
La liaison physique entre deux éléments de type EIB se fait par paire torsadée. C'est une liaison du type série avec une vitesse de transmission fixe (9600 bit/s) et le format suivant :
START (0 logique) + 8 Données + Parité Paire + STOP (1 logique) + PAUSE (2 x 1 logique)
Pour suivre les dernières évolutions de ce protocole, visitez la page concernant KNX (KNX est né de la fusion des standard EHS, EIB et BatiBus à l'initiative de constructeurs.)

## Installation
Chaque module est indépendant, la configuration se fait via le bus par le logiciel ETS.

## Fonctionnement électrique

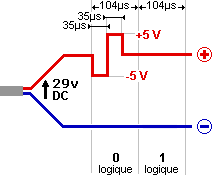
Les tensions du bus EIB

Le Bus EIB, est un bus différentiel, sa longueur totale ne doit pas dépasser les 1000 m.
Le bus transmet à la fois un signal continu de 29 V et un signal modulé.
Attention il ne faut pas oublier un bouchon aux deux extrémités, sinon le signal sera perturbé.

## Trame
Les participants connectés au bus peuvent échanger des informations à l'aide de télégrammes, découpés en différents champs, du type :
| champs         | contrôle | adresse expéditeur | adresse destinataire | compteur routage | longueur données | données     | sécurité |
| nombre de bits | 8        | 16                 | 17                   | 3                | 4                | 16 x 8 maxi | 8        |

## Adresse
Il existe deux types d'adresses, les adresses physiques et les adresses de groupe.

### Adresse physique
Dans le champ destinataire, si le dernier bit est à 0, l'adresse est une adresse physique.
Ceci sert surtout pour la configuration du module.

### Adresse de groupe
Dans le champ destinataire, si le dernier bit est à 1, l'adresse est une adresse de groupe.
Chaque sortie possède une ou plusieurs adresses de groupe.